# Саузе д'Улкс
Са̀узе д'У̀лкс (на италиански: Sauze d'Oulx; на окситански: Sauze, Саузе, официалното име се произнася според окситанското произношение, на пиемонтски: Sauze d'Ols, Саузе д'Олс, под фашисткото управление официално Salice d'Ulzio, Саличе д'Улцио) е село и община в Метрополен град Торино, регион Пиемонт, Северна Италия. Разположено е на 1510 m надморска височина. Към 1 януари 2020 г. населението на общината е 1090 души, от които 111 са чужди граждани.